# Adrenalin
Az adrenalin  vagy epinefrin a mellékvesevelő által termelt hormon és neurotranszmitter. A szimpatikus idegrendszer hatását közvetíti, vagyis egy szimpatomimetikum; az üss vagy fuss reakció (készenléti reakció; Cannon-féle vészreakció) egyik kulcshormonja. Szerkezetét tekintve egy fenil-etil-amin, mely a fenilalanin és tirozin aminosavakból szintetizálódik, és a katekolaminok közé tartozik. Ezek aromás katekolcsoportot tartalmazó aminok.
Mint minden katekolamin, az adrenalin is a sejtfelszíni adrenoreceptorokon fejti ki hatását. Legfőbb élettani feladata, hogy a fokozott izommunkához biztosítsa a megnövekedett energiaigényt:
- tágítja a vázizmok, a szív, az agy és a máj ereit,
- ugyanakkor szűkíti a bőr, a bélcsatorna, a lép és a vesék ereit.
- A raktárakat kiürítve növeli a keringő vér mennyiségét.
- Növeli a szívösszehúzódások erejét (kontraktilitás), a szívfrekvenciát és az összehúzódások által pumpált vérmennyiséget.
- A glikogén lebontásának (glikogenolízis) fokozásával növeli a vércukorszintet,
- valamint fokozza a zsírlebontást (lipolízis) is.

Nagyobb dózisban adva érszűkítő és vérnyomásnövelő hatása dominál. Gyógyszerként injekció formájában alkalmazzák helyi érszűkítésre (pl. vérzéscsillapítás céljából), vagy szisztémásan, súlyos allergiás állapotokban (pl. anafilaxiás sokkban) illetve akut (heveny) szívelégtelenségben vagy szívmegálláskor.
A VIII. Magyar Gyógyszerkönyvben adrenalin-tartarát - Adrenalini tartras néven hivatalos.

## Nevezéktan
Mind a latin ad- + renes, mind a görög epi- + nephros elnevezése szó szerint a vesén/veséhez jelentéssel bír, és a mellékvesére utal, amely a vese csúcsán helyezkedik el, és a hormont termeli.

## Hatása
Az adrenalin a mellékvese velőállományában termelődik fizikai megterhelés vagy stressz hatására. Ez a szimpatomimetikus amin egyaránt stimulálja a β1-, β2- és α-adrenerg receptorokat, ezért hatása a célszerveken összetett.
Az adrenalin az α1-receptorok izgatása révén legerősebben a bél-, a lép-, a vese- és a bőrereket szűkíti. A mellékveséből nyugalmi állapotban felszabaduló adrenalin a β2-receptorok izgatásával – főleg a működő izmokban – értágító hatást fejt ki, de tágítja a szív, a máj és az agy ereit is, és így a perifériás érellenállást csökkenti. A fiziológiás adrenalinmennyiség csak a véreloszlást változtatja meg, és nem eredményez vérnyomásemelkedést. Erős izommunka idején az adrenalin értágító hatása az izomzatra nagyon jelentékeny, de emellett növeli a keringő vér mennyiségét (kiüríti a raktárakat), erősen szűkíti a zsigeri (bélcsatornát ellátó) érterületet, így fokozza a beömlést a szívbe, nő a perctérfogat, fokozódik a glikogénmobilizáció, a vér zsírsavtartalma. Mindez biztosítja a működő izmok kellő ellátását oxigénnel teli vérrel, zsírsavval és glükózzal.
Az adrenalin érszűkítő hatását kevéssé vagy nem fejti ki gyulladásban lévő szöveten, viszont egyes kórállapotokban (pl. vese eredetű hipertóniában) a szervezet adrenalinérzékenysége erősen fokozott.
A szíven az adrenalin a β1-receptorokon kifejtett erősebb hatása révén pozitív krono-, dromo- és inotrop hatású. A szinuszcsomóban az ingerképzés frekvenciája másfél-kétszeresre nőhet, ezt a vérnyomás-emelkedés miatt kiváltódó paraszimpatikus izgalom gátolhatja. Gyorsul az ingervezetés és nő a szívizom ereje. A koszorúerek és izomerek tágulása jön létre. Különösen a gyenge szívműködést javítja igen jelentékenyen.
Az adrenalin gyenge α1-receptoron kifejtett hatására a lép összehúzódik, a vérraktárak kiürülnek, nő a keringő vér mennyisége, bőrerekben szűkíti az ereket és a pupilla kitágul. Amikor a szív verőtérfogata és a keringő vér mennyisége kicsi, az adrenalin okozta érszűkület, a vérraktárak kiürülése és a vénás visszafolyás megnövekedése a szív verő- és perctérfogatát növelheti és a vérkeringést hatékonyan javítja.
Az adrenalin a simaizmok tónusát általában csökkenti, a záróizmokat (pylorus, ileocoecalis és belső analis, valamint húgyhólyag-záróizom) összehúzza. Erős hatással van a β2-receptoron a létrejövő simaizomgörcs-oldó hatás asthma bronchialéban terápiásan jól értékesíthető. A méhre kifejtett hatása függ a ciklustól és a dózistól is. Kis dózisban adott adrenalin emberen a terhes méhet elernyeszti, nagyobb dózis fokozza a méh tevékenységét.
Alfa2 receptorokon gyenge hatással van, ennek következtében vércukorszint emelkedik és a belek elernyednek.
Az emésztőrendszer tevékenységét és a mirigyeinek váladéktermelését csökkenti, a nyálelválasztás egyik típusát fokozza: az így termelt nyál nyákban (mucin) gazdag, enzimekben szegény.
Az adrenalin a szénhidrát-anyagcsere fontos szabályozója. A szénhidrát-oxidáció nő, ezért az RQ (respiratiós quotiens) az 1,0-hoz közeledik. A májban és az izomban nő a hőtermelés, ennek a hideg elleni védekezésben van nagy szerepe. A májban a glikogén bomlását gyorsítja, ezzel hiperglikémiát (magas vércukorszint), majd glükózúriát (glükózvizelést) okoz. Az inzulinnal ellentétes hatású inzulin-antagonista. Az izomban is fokozza a glikogénbomlást. Az ebből keletkező tejsav a vérbe jut, innen a májba, ami újból felépíti glikogénné vagy cukorrá, s így visszajuttatja a vérbe (Cori-kör). Az adrenalin tehát ezt, az izommunka alkalmával végbemenő folyamatot gyorsítja meg.
A glikogenolízis α1, ill. β2-receptorokon keresztül történő fokozásával a szervezet energiatartalékát aktivizálja. Az adrenalin anyagcserére kifejtett hatásai (az oxigénfogyasztás növekedése, hiperglikémia, hiperlaktacidémia, hiperkalémia) specifikus hormonhatások, melyek β2-receptorhoz kötöttek.
Izgatja a központi idegrendszert, bár ez a hatás a szokásos terápiás adagokban általában nem észlelhető. Nagyobb dózisok esetén szorongást, félelemérzést, izgatottságot, fokozott reflextónust, sőt görcsöket válthat ki. Az EEG-kép erős aktiválódást mutat az agykéregben. A végtagokon tremor lép fel, és rontja a parkinsonos tüneteket. Csak nagy adagban hat a hipofízisre, és ACTH-elválasztást indít el, ennek megfelelően csökkenti a vérben az eozinofil granulociták számát és a mellékvese aszkorbinsav (C-vitamin) - és koleszterintartalmát.
A szervezetben hamar inaktiválódik, elsősorban a COMT (catechol-O-methyl-transferase) és MAO (monoaminooxidase) enzimek révén. A máj gazdag ezen enzimekben, így a lebontási folyamatban fontos, de nem nélkülözhetetlen a szerepe. Az adrenalin adagjának nagy része metabolitok formájában a vizelettel kiürül.

## Anafilaxiás sokk
Az adrenalin az a gyógyszerhatóanyag, amely gyors segítséget jelent allergének által kiváltott vagy ismeretlen eredetű (idiopátiás), esetleg fizikai megterhelésre bekövetkező súlyos azonnali túlérzékenységi reakciók (anafilaxia) esetén.
A hörgők simaizomzatában lévő béta-receptorokra kifejtett hatása következtében a hörgők simaizomzata ellazul, ami enyhíti a sípoló nehézlégzést és a légszomjat (dyspnoét) .
Anafilaxiás, allergiás állapotokban a heveny kóros tüneteket javítja, csökkenti a csalánkiütéseket (urticaria), a szérumbetegség tüneteit, az angioneurotikus ödémát (allergiás gégeödémánál adrenalin-belélegeztetés életmentő lehet), allergiás bőrgyulladást (dermatitis).
Az adrenalinnak erős érösszehúzó hatása van alfa adrenerg receptor stimuláción keresztül. Ez a hatása ellensúlyozza az anafilaxiás sokk főbb farmakotoxikológiai tüneteit, vagyis az értágulást (vasodilatatio) és a megnőtt érfaláteresztő-képességet (vascularis permeabilitas), amely az erekben lévő folyadék térfogatatának csökkenéséhez és így vérnyomáseséshez vezet.
A hörgőkben lévő (bronchialis) béta receptor stimuláló hatásán keresztül az adrenalin erős hörgőtágító (bronchodilatator) hatással rendelkezik, amely enyhíti az asztmás zihálást és a légzési nehézséget. Az adrenalin szintén enyhíti az anafilaxiához társuló viszketést (pruritus), csalánkiütést (urticaria) és angioödémát.

## Fiziológiás emelkedés
A autonóm idegrendszer szimpatikus részének idegrendszer izgalomba hozatala esetén, ami a szervezet erőteljes fizikai igénybevételekor vagy stresszhelyzetben következik be.
Fiziológiás dózisban növeli a szív összehúzódó képességét (kontraktilitás), a szívritmust (a szív percenkénti összehúzódásainak száma), a szisztolés vérnyomást, a perctérfogatot és a koronáriakeringést. Fokozza az izmok finom ereiben a vérkeringést (muscularis mikrocirkulácio), ezáltal csökkenti az egész testben az erek áramlási ellenállását (szisztémás vascularis rezisztencia), a diasztolés vérnyomást, és elernyeszti (relaxálja) a hörgők simaizmát, ezáltal tágítja a hörgőket.

## Farmakológiás emelkedés
Farmakológiai dózisban dominál az α-receptor izgató hatása: a bőr, a nyálkahártyák, a vese erei szűkülnek, és mind a diasztolés és szisztolés vérnyomás emelkedik.

## Normálérték
A plazma adrenalin tartalmának normálértéke 8,2 nmol/l, vagy 1, 5μg/l.

## Kóros emelkedés
A mellékvese velőállományának tumora esetén, phaeochromocytomában vagy hipertóniás krízis kapcsán elérheti a 200 nmol/l értéket. A kórosan emelkedett érték közvetlen bizonyítéka lehet a vizelet vanilmandulasav-, homovanilinsav- és metanefrintartalmának növekedése, miután ezek az adrenalin lebontása után ürülő termékek.

## Kapcsolódó cikkek

Az artériás nyomást, vérnyomást befolyásoló tényezőket ismertető diagram